# Jürg Häusler
Jürg Häusler (* 13. Juni 1946 in Olten; † November 2021) war ein Schweizer Bildhauer, Grafiker, Maler und Kunstlehrer.

## Leben und Werk
Jürg Häusler wuchs in Biel auf und besuchte von 1962 bis 1966 die Grafikfachklasse an der Kunstgewerbeschule Biel.

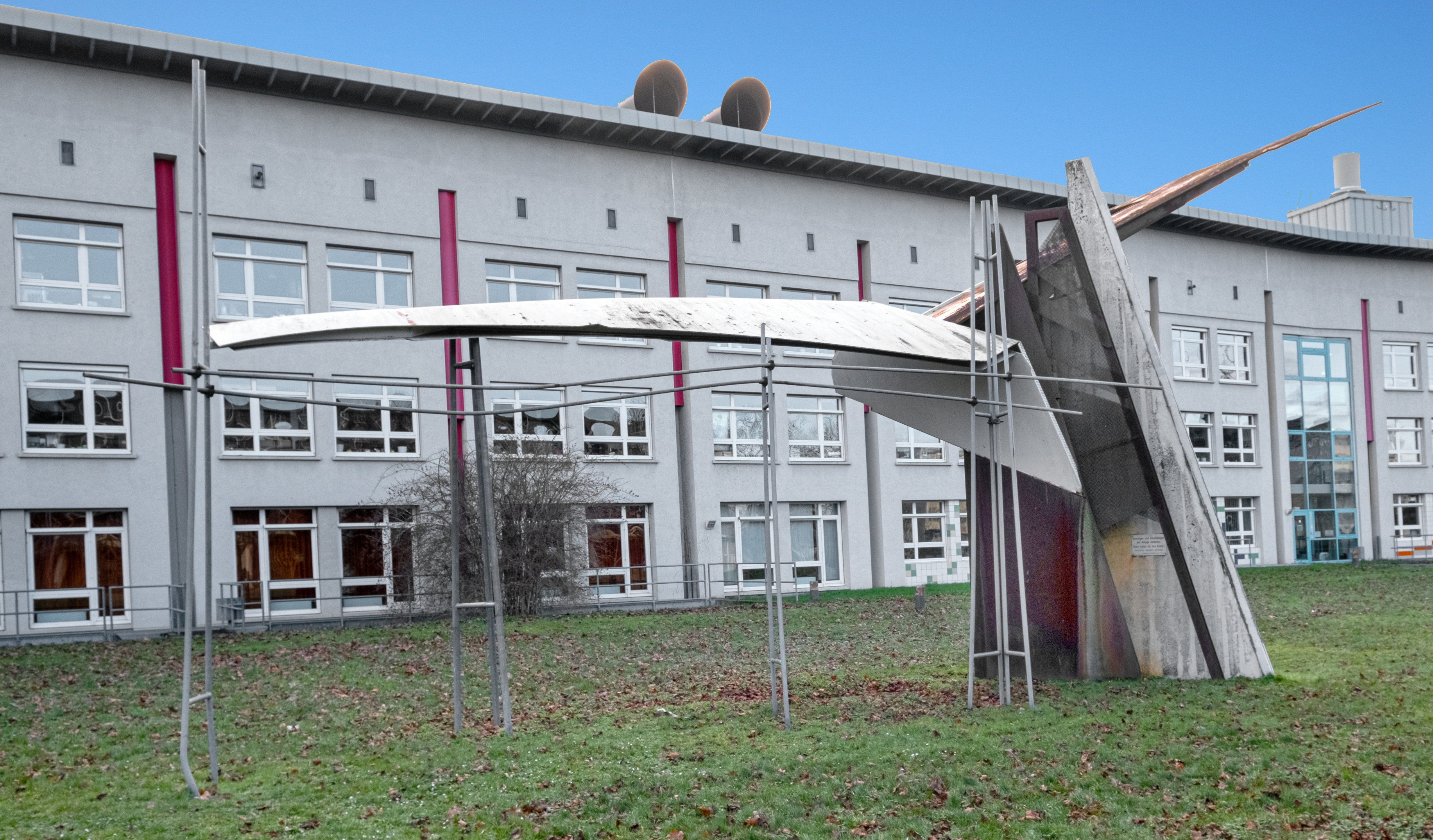
1988, Schmetterling in Betzenhausen

Anschliessend studierte er bis 1968 Bildhauerei an der Staatlichen Hochschule für bildende Künste Berlin sowie an der Hochschule für bildende Künste Hamburg.
Ab 1971 lebte und arbeitete Jürg Häusler in Basel. Seine Werke stellte er in zahlreichen Einzel- und Gruppenausstellungen im In- und Ausland aus. Zudem erhielt er verschiedene Stipendien und Preise an mehreren in- sowie ausländischen Wettbewerben. Seit 1983 lehrte er am Vorkurs der Kunstgewerbeschule in Biel dreidimensionales Gestalten. Zahlreiche seiner Werke sind im öffentlichen Raum zu sehen.
Jürg Häusler war Mitglied der Künstlergruppe Softfactor, Visarte, ProLitteris sowie der Kunstvereine Biel, Basel und Solothurn.